# 鴨腳扎

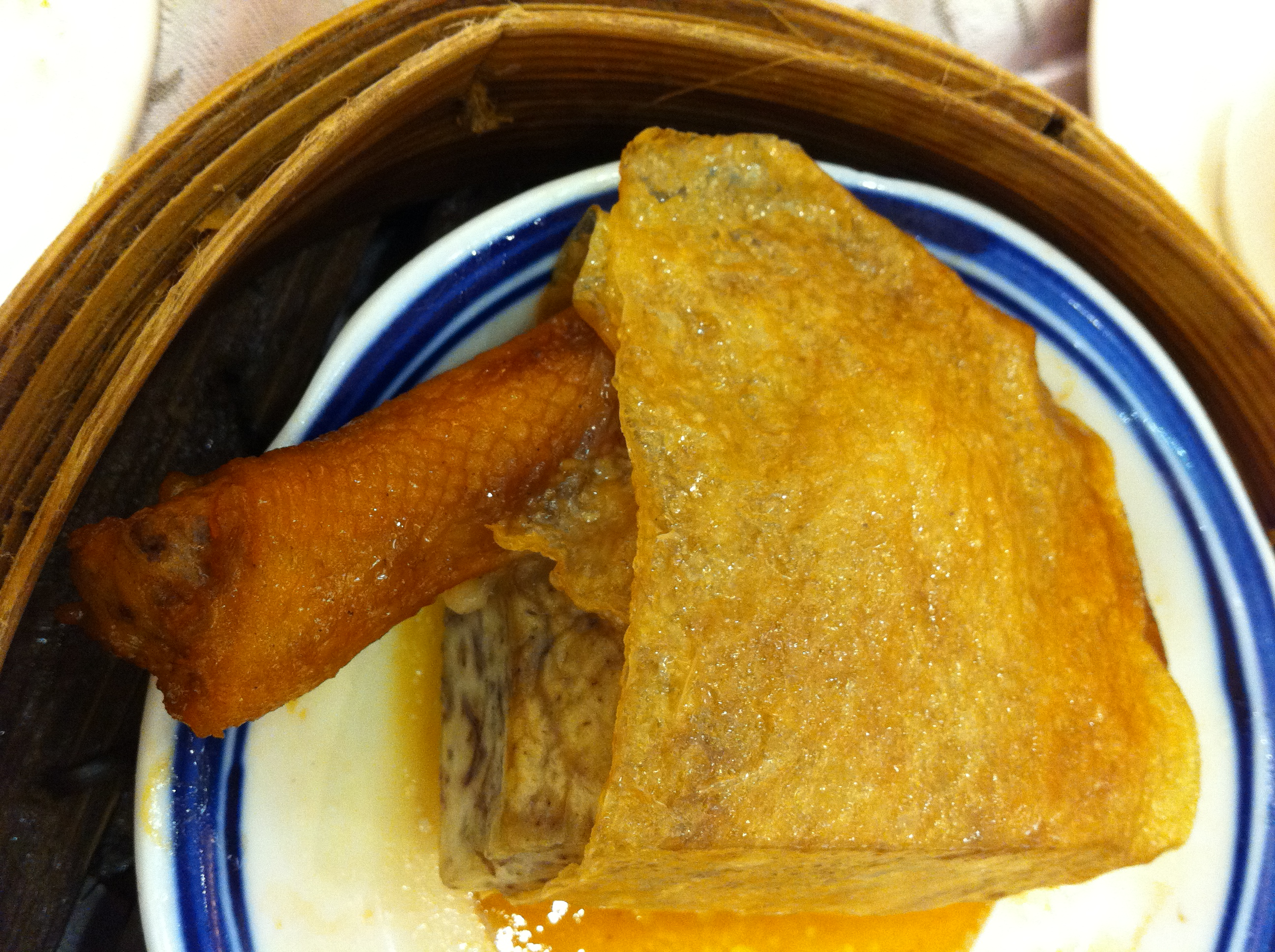
鴨腳扎含芋頭

鴨腳扎是粵式點心，是廣東、香港和澳門的茶樓食品。茶樓供應的鴨腳扎是以腐皮卷著一塊鴨掌，加蠔油調味後放於蒸籠中蒸熟。
在香港的燒味店還有一種鴨腳扎，用鵝腸或雞腸把叉燒及其他燒味與鴨掌扎在一起，但因為較花時間製作，所以現在已經不常見。